# 麥穗杏菜
麥穗杏菜（11月26日—）是位日本女性聲優、旁白，出生于日本島根縣，目前隸屬於Bell Production。
曾經待過劇團幻影舞台、日本播音演技研究所、Production★A組，後來於2012年4月移籍至現今的事務所。

## 經歷
首次出演於2009年的『堀江由衣をめぐる冒険II 〜武道館で舞踏会〜』，擔任臨時舞者。
2012年10月，將藝名從麦穂杏菜改為麦穂あんな。
在2013年時，首次以Love Live!的羊駝角色在電視動畫中獻聲。
此外，也為以島根縣作為故事舞台的神祕小說冒險遊戲『方根書簡』擔任出雲方言的語言指導。

## 個人特色
擅長模仿動物叫聲、日本武打，除此之外還考取了土木工程機械的駕照。自小就很喜歡模仿周圍狗的叫聲，尤其擅長小型犬、中型犬的叫聲。其他包括雞、烏鴉、麻雀寶寶、羊駝等等的叫聲，也都是專長的項目。

## 角色出演
粗體字的為主要角色。

### 電視動畫
2013年
- Love Live!（羊駝[注 1]）

2014年
- 晨曦公主（風之部族、少女）
- Love Live! 第二季（羊駝[注 1]、同學）

2015年
- GATE 奇幻自衛隊（小妖精[注 1]、梅麗莎、女性隊員、法國武官）
- 小長門有希的消失（女子2）
- 星光樂園（凱羅〈狗〉[注 1]、山羊[注 1]、馬[注 1]、蛇[注 1]、螞蟻[注 1]、烏鴉[注 1]等）

2016年
- 終末的伊澤塔（多羅特〈狗〉[注 1][8]、女路人、阿黛爾）
- 救難小英雄24（狗[注 1]、機器〈狗〉[注 1]、女學生C、馴鹿[注 1]、斯巴達教師）
- TABOO TATTOO－禁忌咒紋－（水豚[注 1]、女學生）
- Love Live! Sunshine!!（2016-2017年，小香菇〈狗〉[注 1]、棉花糖〈狗〉[注 1]）-兩季
- 魯邦三世 (2015年系列)（約瑟芬〈狗〉）

2017年
- 偶像時間星光樂園（腕肩仁子、收音機盒）

2018年
- 和風喫茶鹿楓堂（言助）
- 星光頻道（麥可〈貓〉[注 1]）

2019年
- 歌舞伎町夏洛克（陪酒女郎）

2020年
- Love Live! 虹咲學園學園偶像同好會（半平）

2021年
- 怪物事變（屍鬼鹿、青蛙、犬型怪物、貓、雪女子）
- Love Live! Superstar!!（圓滾滾、小不點）
- 歌劇少女!!（大叔母B）
- 平穩世代的韋馱天們（老婦人、女魔族）

2022年
- 作為女主角！～被討厭的女主角與秘密的工作～（日和的母親、鈴木、女學生A、記者B、編輯作家、貓）
- Love Live! 虹咲學園學園偶像同好會 第二季（半平、奧菲莉亞）
- 聯盟空軍航空魔法音樂隊 光輝魔女（村長的妻子、安東尼、喬的祖母、村裡的孩子）
- Love Live! Superstar!! 第二季（黑蜜、圓滾滾、小不點）

2023年
- TechnoRoid 超越意志（獸醫）
- 虹咲四格 動畫版（奧菲莉亞）
- 幻日夜羽 -鏡中暉光-（小香菇、小櫻花）
- 愛犬訊號（サンジュ[9]）

2024年
- 最弱魔物使開始了撿垃圾之旅。（夏爾[10]）

2025年
- 和雨·和你（你[11]）

### 劇場版動畫
2012年
- 西藏狗物語 ～金色的多傑～（日语：チベット犬物語 〜金色のドージェ〜）（稻草〈狗〉[注 1]）
- 通靈學園大作戰（小白〈狗〉[注 1]、學生會女子B）

2015年
- 跳出星光樂園 共同目標！偶像☆大賽（山羊[注 1]）
- Love Live! 學園偶像電影（羊駝[注 1]）

2016年
- 星光樂園 大家的憧憬♪ 去吧☆星光巴黎（山羊[注 1]）

2017年
- 星光樂園 一起閃耀吧！閃亮亮☆星光LIVE！（山羊[注 1]）

### 遊戲
2013年
- Love Live! 學園偶像祭（羊駝[注 1]、馬[注 1]、牛[注 1]）

2014年
- 柏青哥海馬2（夏季[注 1]）

2016年
- 方根書簡（坂田智子[6]、文野洋子、丸越店主、化學[注 1]、烏鴉[注 1]

2017年
- GOD WARS 〜穿越時空～（烏龜[注 1][12]、稻葉[13]）

### 廣播、廣播劇
- 動物園にはポチだけ（波蒂[注 1]）
- まいにゃんぽちこのおしゃべりたっくる!!（ぽちこ[注 1]）
- ラストクリスマスケーキ（藤岡優子）

## 備註
1. 1 2 3 4 5 6 7 8 9 10 11 12 13 14 15 16 17 18 19 20 21 22 23 24 25 26 27 28 29 30 31 32  動物角色

## 外部連結
- Bell Production 聲優介紹
- 麦穂　あんな的X（前Twitter）
- 麦穂あんな官方部落格【※O CHI RA TO※】 （页面存档备份，存于）